# Ahmad Shah Mirza
Ahmad Shah Mirza eller Ahmad Schah Kadschar, född 31 januari 1897 i Tabriz, död 21 februari 1930 i Neuilly-sur-Seine i Frankrike, var den sjunde shahen i den qajariska dynastin i Persien 1909–1925.
Ahmad Shah Mirza efterträdde 1909 sin far Mohammad-Ali Shah Qajar som regent i Persien. 
1923 störtades han från makten av Reza Pahlavi och 1925 avsattes han formellt. 
Han var gift med Badr-al-moluk och var den första regenten ur Qajardynastin som endast var gift med en enda person.

## Utmärkelser
- Storofficer av Hederslegionen,  21 juli 1914[1]
- Storkors av Leopoldorden,  21 juli 1914[1]
- Andreasorden
- Muhammed Ali-orden
- Sankt Stanislausorden, första klassen
- Sankt Annas orden, första klass
- Vita örnens orden
- Riddare av Sankt Alexander Nevskij-orden

[Redigera Wikidata]